# 神奈川方式
神奈川方式（かながわほうしき）とは、かつて行われていた神奈川県立高等学校の選抜方法。
内申書と学力試験に加えてアチーブメントテスト（アテストと呼ばれていた）の得点を選考資料に使用する特殊な選抜方法だった。複雑な選考方式は、学力試験の比重を下げることによる利点もあったが問題点も多く指摘された。また、神奈川県立高等学校の地盤沈下の一因にもなったため、1997年の入試から廃止された。

## 選抜方法
- 内申書 - 中学2年3学期・3年2学期の評点が選考対象。比重50%。
- アチーブメントテスト - 中学2年の3学期の3月に2日間9教科（国語・数学・理科・社会・英語・美術・体育・音楽・技術家庭）で実施。比重25%→後に20%。
- 学力検査 - 3年3学期（2月）に実施される5教科（国語・数学・理科・社会・英語）の筆記試験。比重25%→後に30%。

## 問題点
- 国語、数学、英語、社会、理科の主要5教科と保健体育、技術家庭科、音楽、美術の実技4教科に対する比重バランスの不適正が県議会で問題視された。アチーブメントテストは実技4教科は評価点を1/2にして加点される（評点10の場合、点数は5点）が、一番比重の高い中学3年2学期の評点は主要5教科1に対し実技4教科が2倍で加点される（評点が10の場合、点数は20点）。しかし実技4教科の評価基準が、教師によって公開されていないという難点があった。つまり、実技4教科の評価は教師によって好き放題にできたというわけである。そのため比重の見直しや実技4教科の評価基準可視化（絶対評価導入）などが議論された[1]が教員たちの反発により廃止される1995年まで内申書の部分について改善されることはなかった。

- アチーブメントテストと2年次内申点によって公立高等学校の入学判定の40%程度の点数が決まるため、実質的に2年修了時に志望校が絞られる。さらに3年次内申点を加えると入学試験前に70%以上の点数が決まるため、入学試験での巻き返しも期待しづらくなる。このため、試験が振るわなかった者は追い上げを諦め、振るったものは慢心するなど、目標を見失って学習意欲を無くす問題が指摘された。

- 中学3年次に県外から転入した者はアチーブメントテストの点数は0点で評価され転入者への補償、テスト実施が行われないなど受験の不利が存在した。

- 小学区制度の導入や「輪切り」と呼ばれた進路指導の徹底が生徒の学校選択の自由をより制限し当時、県内随一の公立進学校といわれた厚木高校、湘南高校への受験が学区内の生徒に限定されたためトップレベルの学力を持つ受験生は併願で受験した有名私立高校の合格が決まると公立高校の入学試験を辞退する現象がおきた。そのため県内で最上位にランクされた公立高校の中には入試辞退によって定員割れを起こし、受験生全員が合格した年もあるなど[2]地盤沈下が一層進む要因になった。

※前述のとおり、かつて神奈川県で行われていた選抜方法で、現在では廃止。